# Notes on a Dream
Notes on a Dream è l'ottavo album in studio del tastierista statunitense Jordan Rudess, pubblicato il 2 giugno 2009 dalla Magna Carta Records.

## Descrizione
Contiene numerose reinterpretazioni in solo pianoforte di brani originariamente composti dal gruppo musicale progressive metal Dream Theater, di cui è membro dal 1999, più gli inediti Perpetuum Mobile, The Grand Escapement e Collision Point.

## Tracce
1. Through Her Eyes – 5:22
2. Lifting Shadows Off a Dream – 6:05
3. Perpetuum Mobile – 2:13
4. The Silent Man – 4:24
5. Another Day – 5:35
6. Hollow Years – 4:11
7. The Grand Escapement – 4:20
8. The Spirit Carries On – 5:44
9. Speak to Me – 6:55
10. The Answer Lies Within – 4:15
11. Collision Point – 1:09
12. Vacant – 3:18

## Formazione
- Jordan Rudess – pianoforte